# Persilschein
Ein Persilschein war in der Nachkriegszeit in Deutschland und in Österreich ein entlastendes Zeugnis für eine Person, die bei der Entnazifizierung wegen Mitgliedschaft in der NSDAP oder einer anderen NS-Organisation als belastet galt. Belastete Personen reichten Persilscheine bei den Spruchkammern ein, um eine bessere Bewertung zu erreichen und harte Bestrafungen zu vermeiden. Ein zeitgenössisches Synonym war Persilbrief. Die umgangssprachliche Bezeichnung Persilschein wird in Fachtexten zur Entnazifizierung verwendet, neben anderen Bezeichnungen wie Entlastungszeugnis, Entlastungsschreiben oder Leumundszeugnis.
Heute wird der Ausdruck „Persilschein“ auch auf andere Sachverhalte angewendet, bei denen es um eine Entlastung geht.

## Wortherkunft und frühe Wortbelege
Die Redewendung „einen Persilschein ausstellen“ entstand nach dem Zweiten Weltkrieg im Zusammenhang mit der Entnazifizierung Deutschlands. Auch für das Wort Persilschein gilt laut Duden, dass es ursprünglich im Zusammenhang mit der Entnazifizierung verwendet wurde. Das Wörterbuch der deutschen Umgangssprache von Heinz Küpper gibt an, das Wort sei 1945 im Kontext der Entnazifizierung aufgekommen. Persilscheine waren entlastende Zeugnisse von Dritten zugunsten von belasteten Personen. Die Bezeichnung nach dem bekannten Waschmittel Persil nahm auf die Vorstellung des Reinwaschens Bezug. Eine ähnliche Vorstellung liegt der Metapher der „weißen Weste“ zugrunde, einem bildlichen Ausdruck für die Unschuld einer Person. Lutz Niethammer schrieb in seinem Buch über Entnazifizierung in Bayern: „Die ‚Wasch‘-Assoziationen für diesen Rehabilitationsprozeß waren überall verbreitet: In MG [Military Government, amerikanische Militärregierung] wurde ganz allgemein von ‚whitewash‘ gesprochen, unter den Deutschen nannte man das Waschmittel der beschmutzten Westen – eidesstattliche Bescheinigungen über die völlig apolitische oder sonst gutartige Natur des Betroffenen – ‚Persilscheine‘“.
Davon abweichend gibt das von Lutz Röhrich herausgegebene Lexikon der sprichwörtlichen Redensarten die Auskunft, das Wort Persilschein sei schon während des Zweiten Weltkriegs entstanden, und zwar damals als umgangssprachliche Bezeichnung für einen militärischen Gestellungsbefehl. Das Lexikon gibt zu dieser Wortbildung an, sie knüpfe „an die Gepflogenheit der Wehrpflichtigen an, beim Einrücken in die Kasernen ihre Wäsche in Kartons mitzubringen, in denen die Einzelhändler das Waschmittel Persil bezogen hatten“. Als die ersten Rekruten der Bundeswehr 1957 ihren Dienst antraten, kamen auch sie teilweise mit großen Persil-Kartons in die Kasernen.
Thorsten Eitz nennt im Wörterbuch der „Vergangenheitsbewältigung“ als frühen Wortbeleg für Persilschein mit Bezug zur  Entnazifizierung einen Artikel in Die Neue Zeitung vom 18. November 1945, in dem ein Korrespondent aus Gießen berichtete, dass die Bezeichnung Persilschein in dieser Stadt bereits im November 1945 verbreitet war: „Die demokratische Stadtverwaltung hat einen Ausschuß gebildet, der für die Säuberung des öffentlichen Lebens und des Wirtschaftslebens verantwortlich ist und die Gesuche der Nationalsozialisten um Wiedereinstellung bearbeitet. In Gießen heißen diese Gesuche volkstümlich ‚Persilscheine‘, weil sich die Mitglieder der ehemaligen NSDAP. damit weiß zu waschen versuchen.“ Bei dem Ausschuss handelte es sich um einen der Prüfungsausschüsse nach der Ausführungsverordnung zu Gesetz Nr. 8 der Militärregierung vom 26. September 1945.
Das Wort Persilbrief ist unter anderem in der Zeit vom 29. Mai 1947 belegt, wo der Herausgeber Ernst Friedlaender unter dem Titel Großreinemachen die Entnazifizierungspraxis kritisch beleuchtete und kurz auf das „‚Persilbrief‘-Gewerbe“ einging.

## Entnazifizierung

### Deutschland

#### Hintergrund

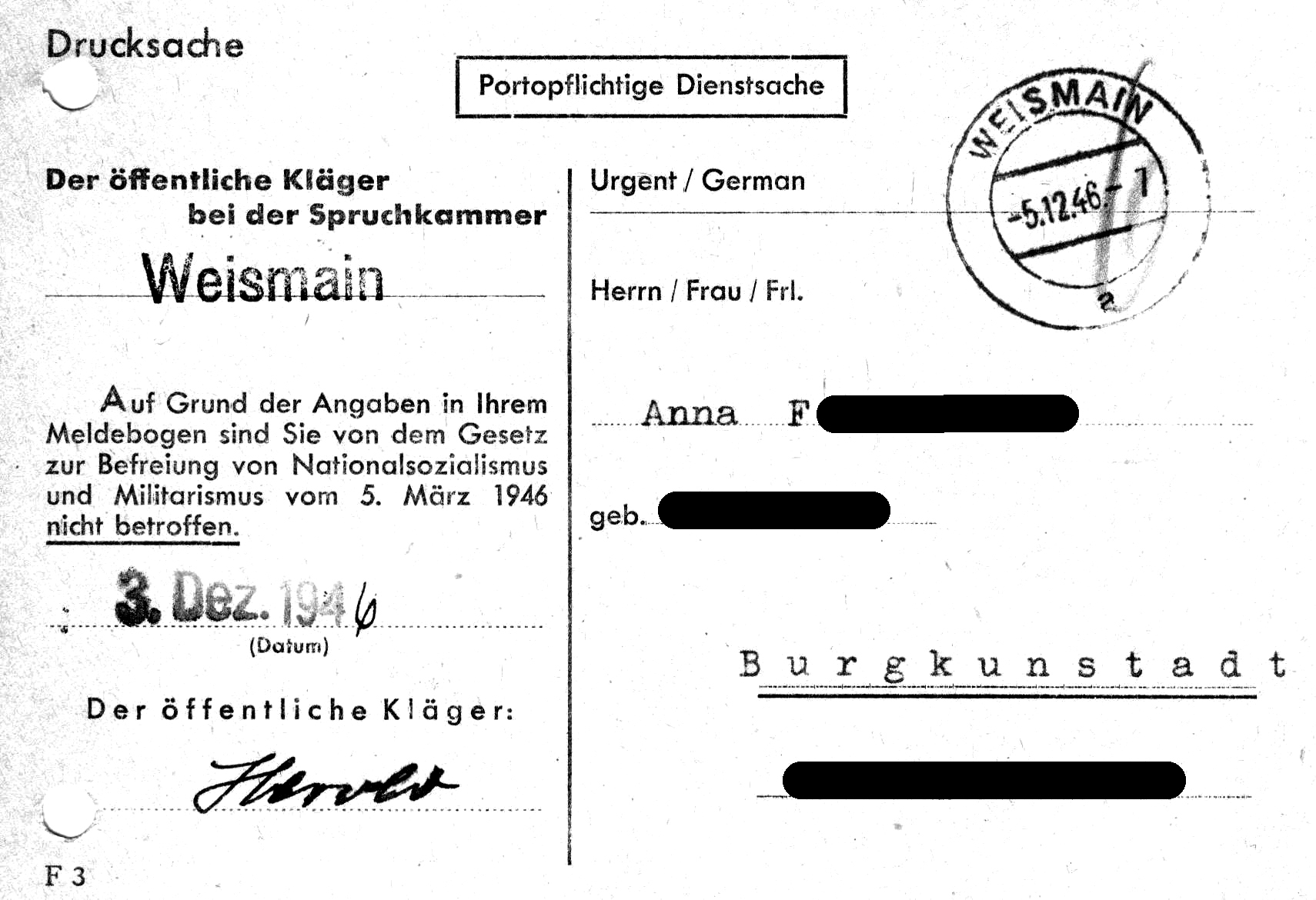
Benachrichtigung einer Frau aus Burgkunstadt, dass sie vom Befreiungsgesetz, also von der Entnazifizierung, „nicht betroffen“ sei. Sie brauchte keine Persilscheine. Nur „betroffene“ Personen, insbesondere die sogenannten Belasteten, brauchten entlastende Zeugnisse.

Bei der Entnazifizierung in Deutschland galten zunächst alle Deutschen ab 18 Jahren, die der NSDAP oder einer mit ihr verbundenen Organisation angehört hatten, als „verantwortlich“ und von der Entnazifizierung „betroffen“. Bereits am 26. September 1945 ordnete das Gesetz Nr. 8 der amerikanischen Militärregierung an, dass in der amerikanischen Zone Mitglieder der NSDAP auch in der Wirtschaft nur zu „gewöhnlichen Arbeiten“ zugelassen werden durften, also solchen ohne Leitungsfunktion. Eine „Ausführungsverordnung“ zu diesem Gesetz sah ein Einspruchsverfahren („Vorstellungsverfahren“) vor, in dem Betroffene mithilfe von „Tatsachen“ glaubhaft zu machen versuchen konnten, dass sie „nur dem Namen nach“ Nationalsozialisten gewesen seien und sich nicht „aktiv“ für deren Ziele eingesetzt hätten. Für dieses Beschwerdeverfahren waren erstmals von den Kommunen einzusetzende deutsche Prüfungsausschüsse vorgesehen, die endgültige Entscheidung fiel jedoch nach wie vor der Militärregierung zu.
Mit dem sogenannten Befreiungsgesetz vom 5. März 1946, das in der amerikanischen Besatzungszone galt, wurde die Entnazifizierung den deutschen Behörden übertragen. Demnach wurden die Betroffenen in fünf „Gruppen der Verantwortlichen“ eingeteilt: Hauptschuldige, Belastete (Aktivisten, Militaristen, Nutznießer), Minderbelastete, Mitläufer und Entlastete. Diese fünf Kategorien wurden am 12. Oktober 1946 mit der Kontrollratsdirektive Nr. 38 (siehe dort Details zu den Kategorien) auch in den anderen Besatzungszonen zugrunde gelegt.
Die für die „Verantwortlichen“ vorgesehenen Strafen, offiziell „Sühnemaßnahmen“ genannt, hingen von diesen Kategorien ab und unterschieden sich erheblich. Zum Beispiel war für „Belastete“ bis zu fünf Jahre Arbeitshaft vorgesehen, sie hatten zur Wiedergutmachung Teile ihres Vermögens oder ihr gesamtes Vermögen abzugeben, durften kein öffentliches Amt ausüben und verloren den Anspruch auf eine staatliche Pension oder Rente. Minderbelastete waren ebenfalls von beruflichen Beschränkungen bedroht, ferner von Gehaltskürzung. Mitläufer zahlten meist nur ein geringes Bußgeld, Entlastete blieben straffrei. Die Betroffenen konnten sich darum bemühen, in eine günstigere Kategorie eingestuft zu werden. Die Beweislast lag allerdings bei ihnen (Beweislastumkehr).
Vor diesem Hintergrund bemühten sich unzählige Deutsche darum, möglichst nur als Mitläufer oder bestenfalls als entlastet eingestuft zu werden, um von den harten Strafen verschont zu werden. Dafür brauchten sie entlastende Aussagen von Dritten. In der Regel handelte es sich um schriftliche Entlastungszeugnisse – die „Persilscheine“.

#### Verfasser
Die Persilscheine stammten beispielsweise von Nachbarn, Pfarrern, Arbeitskollegen oder vom Arbeitgeber. Besonders wirkungsvoll und begehrt waren Entlastungszeugnisse von Opfern oder ehemaligen Gegnern des Nationalsozialismus. Persilscheine von Personen, die nicht NSDAP-Mitglied gewesen waren, hatten mehr Gewicht als solche von ehemaligen Parteimitgliedern. Die Persilschein-Schreiber waren in der Regel Personen, die selbst als unverdächtig galten. Es kam auch vor, dass belastete Personen sich gegenseitig Unschuldszeugnisse ausstellten, dieser Fall war aber selten.
Die Bezeichnung „Persilschein“ vermittelt laut der Historikerin Hanne Leßau die falsche Vorstellung, dass man einfach zu einem Bekannten, Kollegen oder Nachbarn sagen konnte, er solle ein Entlastungszeugnis schreiben. Diese Leumundszeugnisse seien nicht einfach beliebig verfügbar oder käuflich gewesen. Vielmehr seien in der Regel Gespräche nötig gewesen, die unter Umständen konfliktreich verliefen. Die um ein Entlastungszeugnis bittende Person musste eine überzeugende Begründung für ihr Anliegen vortragen, und die Angesprochenen mussten sich ihrerseits überlegen, ob sie guten Gewissens ein entlastendes Zeugnis schreiben können.

#### Inhalt
In den Persilscheinen wurde betroffenen Personen zum einen ein guter Charakter und eine einwandfreie Gesinnung attestiert, zum anderen wurde behauptet, der Betreffende habe nicht im Sinne der NS-Ideologie gehandelt, also etwa: „hat kritische Äußerungen Dritter nicht gemeldet“, „hat politische Gegner nicht verfolgt“ oder „ist nicht aus der Kirche ausgetreten“. Laut Clemens Vollnhals wurde in Persilscheinen zumeist bescheinigt, dass der Betreffende kein Denunziant gewesen sei, dass er der NSDAP nur aus Opportunismus beigetreten sei und sich ansonsten als Berufskollege tadellos verhalten habe. Typische Argumente in den Entlastungsschreiben waren, dass die NSDAP-Mitgliedschaft „rein nominell“ gewesen sei, dass der betreffenden Person „jeder nationalsozialistische Aktivismus fernlag“, dass sie im vertraulichen Gespräch sogar das Regime und dessen Kriegspolitik kritisiert habe oder dass sie als gläubiger Christ kein Nazi gewesen sein könne. Typische Formulierungen waren: „ein aufrichtiger und ehrlicher Mensch“, „ein eifriger Besucher der Kirche“, „hat sich während der ganzen Jahre vollständig passiv verhalten“, „war nur gezwungen Parteigenosse und nie Gesinnungs-Parteigenosse“. Mitgliedern der NSDAP wurde bescheinigt, "kein aktivistisches Mitglied der NSDAP und einer ihrer Gliederungen oder angeschlossenen oder überwachten Organisationen" gewesen zu sein.
Beispielhaft ist ein Persilschein, den ein Tischlermeister aus Lengerich (Westfalen) für einen anderen Handwerksmeister aus Lengerich schrieb. Unter der Überschrift „Leumundszeugnis“ hob er zunächst in Sperrschrift und mit Unterstreichung hervor, dass er selbst „Nichtparteimitglied“ gewesen sei. Dann gab er an:

„Ich kenne den Genannten seit Jahrzehnten. Es ist mir bekannt, daß Herr [Name] im Zuge einer Werbeaktion im Jahr 1937 von interessierten Parteimitgliedern zur Aufnahme in die NSDAP namhaft gemacht wurde. Ein Widerspruch seinerseits war damals wohl unmöglich ohne erhebliche wirtschaftliche Nachteile befürchten zu müssen. Dessen ungeachtet besteht keine Veranlassung, den Genannten als sogen. ‚Nazi‘ anzusehen. Ich weiß vielmehr, daß er immer demokratisch eingestellt gewesen ist. Seine Benennung für die Parteiaufnahme ist vielmehr auf sein persönliches Ansehen und auf seine allgemeine Beliebtheit zurückzuführen. [Name] ist ein ehrlicher und fleissiger Handwerksmeister, dem jede politische Betätigung fern gelegen hat. Er ist in keiner Weise werbend für die Ziele der NSDAP eingetreten. Es wäre ein Unrecht, wollte man ihm seine Parteizugehörigkeit zur Last legen […]“

Wie viel Wahrheit und wie viel Beschönigung in solchen Texten steckt, geht aus ihnen nicht hervor. Persilscheine gelten im Blick auf ihren Wahrheitsgehalt als noch unzuverlässiger als die Entnazifizierungs-Fragebögen, in denen oft falsche oder beschönigende Angaben gemacht wurden. Sie geben eher über soziale Beziehungen in der Nachkriegszeit Auskunft als über die beschriebenen Personen.

#### Massenphänomen
Der Bedarf an Persilscheinen war riesig, da es am Ende des Krieges laut NSDAP-Kartei mehr als 6,5 Millionen Parteimitglieder gegeben hatte und etwa jeder sechste erwachsene Deutsche einer NS-Organisation angehört hatte. Infolgedessen wurden Persilscheine „massenhaft“ und „inflationär“ produziert. Den größten Bedarf gab es in der amerikanischen Besatzungszone, wo die Entnazifizierung annähernd konsequent und flächendeckend in Angriff genommen wurde. So wurden bis Ende 1949 allein in Bayern 6,8 Millionen erwachsene Personen erfasst, von denen 28 %, also rund 1,9 Millionen, von der Entnazifizierung „betroffen“ waren. Vor allem wegen diverser Amnestien wurden in Bayern am Ende nur 290.139 Personen einer der fünf Kategorien zugeordnet, davon knapp 75 % als Mitläufer. Lutz Niethammer hat die Entnazifizierung in Bayern als „Mitläuferfabrik“ bezeichnet und damit die Entnazifizierung auch über Bayern hinaus treffend charakterisiert.
Häufig reichten die Betroffenen mehrere Persilscheine ein. Der „Zigeunerforscher“ Robert Ritter, ein Rassentheoretiker und typischer Schreibtischtäter, sammelte Persilscheine, mit deren Hilfe er nicht nur sein Entnazifizierungsverfahren überstand, sondern auch ein nachfolgendes Ermittlungsverfahren wegen falscher Angaben in diesem Verfahren. Er konnte am Ende auf 39 Persilscheine in Form von eidesstattlichen Versicherungen verweisen. Laut Joachim S. Hohmann zeigt der Fall Robert Ritter beispielhaft, wie bereitwillig die Persilschein-Schreiber waren, „mutmaßliche und tatsächliche Täter zu entlasten“. Der ehemalige Augsburger Oberbürgermeister Josef Mayr, der zunächst als Hauptschuldiger eingestuft war, sammelte 70 eidesstattliche Versicherungen zu seinen Gunsten. Die Persilscheine stammten überwiegend von Mitarbeitern der Stadtverwaltung, aber auch Verfolgte des Nazi-Regimes, kirchliche Würdenträger und Ordensschwestern waren unter den Verfassern. Mayr wurde in seinem Spruchkammerverfahren letztlich als Mitläufer eingestuft und hatte 1000 Reichsmark Sühnezahlung zu leisten.
Im Laufe des Jahres 1948 ließ das Interesse der Amerikaner an der Sanktionierung der belasteten Personen deutlich nach, da der Kalte Krieg mit dem Ostblock mehr und mehr in das Blickfeld rückte. Schnellverfahren wurden eingeführt, um die Entnazifizierung zum Abschluss zu bringen. Dies führte zu vielen fragwürdigen Urteilen. In dieser Phase waren Belastete immer weniger auf Persilscheine angewiesen.

### Österreich

#### Verbotsgesetz
In Österreich trat am 6. Juni 1945 das Verbotsgesetz vom 8. Mai 1945 in Kraft, das mit dem späteren, für die amerikanische Besatzungszone Deutschlands gültigen Befreiungsgesetz vom 5. März 1946 vergleichbar ist. Im Verbotsgesetz wurden die NSDAP und andere Nazi-Organisationen verboten (Art. I). Personen, die diesen Organisationen angehört hatten, mussten sich registrieren lassen (Art. II). Sie wurden in Belastete und Minderbelastete eingeteilt; für diese Gruppen wurden erhebliche Sühnemaßnahmen definiert (Art. IV).
Ausgangspunkt des Persilscheinwesens in Österreich war eine Ausnahmebestimmung in Art. VI Verbotsgesetz: Laut § 27 konnte der Bundespräsident „in Einzelfällen“ ganz oder teilweise bewilligen, dass eine belastete oder minderbelastete Person von Strafen und Sühnemaßnahmen verschont wird, wenn der Betreffende seine Zugehörigkeit zu einer NS-Organisation „niemals mißbraucht hat, mit Sicherheit auf seine positive Einstellung zur unabhängigen Republik Österreich geschlossen werden kann und die Ausnahme im öffentlichen Interesse oder sonst aus einem besonders berücksichtigungswürdigen Grund gerechtfertigt erscheint“.
Wenn der Bundespräsident die „Ausnehmung“ bewilligte, war der Betreffende rechtlich einer nicht registrierungspflichtigen Person gleichgestellt und so zu behandeln, als ob er der NSDAP oder einer anderen NS-Organisation gar nicht angehört hätte. Eine teilweise Bewilligung konnte zum Beispiel darin bestehen, dass er noch eine einmalige „Sühneabgabe“ zu leisten hatte und dann von weiteren Sühnemaßnahmen befreit war.

#### Auswirkung
Der Gesetzgeber hatte damit gerechnet, dass die Ausnahmebestimmung bei vergleichsweise sehr wenigen Personen zur Anwendung kommen würde, und sprach deshalb in § 27 Verbotsgesetz von „Einzelfällen“. Tatsächlich waren aber 85 bis 90 Prozent aller Registrierungspflichtigen der Meinung, sie hätten ihre Parteimitgliedschaft niemals missbraucht und seien deshalb „Ausnahmen“ im Sinne von § 27 Verbotsgesetz. Beispielsweise ließen sich bis zum 4. August 1945 rund 70.000 Personen in Wien registrieren; rund 63.000 von ihnen, also 90 Prozent, stellten gleichzeitig das Gesuch, als Ausnahmefall gemäß § 27 Verbotsgesetz anerkannt zu werden. Die Folge: Die österreichische Verwaltung „erstickte in Gnadenersuchen“, das Gesetz wurde „praktisch undurchführbar“.
Um die Gesuche zu untermauern, wurden entlastende Zeugnisse gebraucht, die „Persilscheine“. Somit wurden auch in Österreich massenhaft Persilscheine geschrieben. Laut Winfried Garscha hatten ehemalige Widerstandskämpfer und Opfer des Nazi-Regimes „alle Hände voll zu tun“, um die „Unbescholtenheit und Österreichfreundlichkeit der Registrierten“ in Persilscheinen zu bestätigen.

## Heutiger Wortgebrauch
Im späteren Sprachgebrauch wurde der Begriff Persilschein verallgemeinert. Das Wort wird heute auch auf entlastende Dokumente, Bewertungen oder Umstände angewendet, die nichts mit der Entnazifizierung zu tun haben. Einige Beispiele:
- In einem Fachbuch zum Arbeitsschutz bei der Filmproduktion wird vor der „gängigen Praxis“ gewarnt, einen rechtskonformen Beratungsvertrag zum Arbeitsschutz abzuschließen ohne die Absicht, je eine Beratungs- oder Betreuungsleistung in Anspruch zu nehmen, um dann bei einem Besuch der Aufsichtsbehörden den Vertrag als „Persilschein“ vorzuzeigen.[43]
- Im September 2020 wurde im Zusammenhang mit dem Abgasskandal ein Bußgeld in Höhe von 870 Millionen Euro gegen die Daimler AG verhängt. Das Manager Magazin kommentierte, die Strafe sei „kein Persilschein“, das heißt, das Unternehmen werde nach der Zahlung des Bußgeldes noch nicht von seinen Problemen entlastet sein.[44]
- Als Reaktion auf Kritik an der Finanzierung zweier Gutachten zum sexuellen Missbrauch im Erzbistum Köln schrieb Kardinal Marc Ouellet, Vorsitzender der Bischofskongregation im Vatikan, das Vorgehen von Erzbischof Woelki sei völlig in Ordnung gewesen. Daraufhin kritisierte der Kirchenrechtler Thomas Schüller im Mai 2022, der Vatikan habe Woelki einen „Persilschein“ ausgestellt, der „das Papier nicht wert ist, auf dem er gedruckt ist“.[45]
- Nachdem die Wien Energie im Zusammenhang mit fragwürdigen Börsengeschäften in finanzielle Schwierigkeiten geraten war und staatliche Kredite in Milliardenhöhe brauchte, wurde dem Unternehmen von Wirtschaftsprüfern im September 2022 bescheinigt, man habe keine Anzeichen für unzulässige Spekulationsgeschäfte gefunden. Diese Bewertung wurde in der österreichischen Presse als „Persilschein“ bezeichnet.[46][47]

Die Entlastung durch einen „Persilschein“ muss sich nicht auf ein Fehlverhalten in der Vergangenheit beziehen; sie kann sich auch auf einen drohenden zukünftigen Schaden beziehen. Zum Beispiel erläuterte der Haushaltsexperte Mathias Middelberg (CDU) im März 2022 die Position der CDU/CSU zu dem geplanten Sondervermögen für die Bundeswehr in Höhe von 100 Milliarden Euro mit den Worten: „Wir geben keinen Persilschein für 100 Milliarden Euro Mehrausgaben, ohne dass die Mittelverwendung klar bestimmt ist.“ Bei diesem Beispiel wäre „Freibrief“ ein Synonym für „Persilschein“. Das Beispiel verdeutlicht auch, dass ein „Persilschein“ im heutigen Sprachgebrauch kein schriftliches Dokument sein muss.